# 安杰洛·瓦萨洛
安杰洛·瓦萨洛（義大利語：Angelo Vassallo，？—？），意大利前男子水球运动员。他曾代表意大利国家队参加1920年夏季奥林匹克运动会水球比赛，获得第十一名。